# 원디비
원디비는 대한민국의 음악 그룹이다. 2018년 싱글 앨범 [Emily]로 데뷔했다.

## 공연
- 옐로 사우나 - 냉탕과 온탕사이 (2021)
- 쾌락명절 <2022 경록절> (2022)
- 페스티벌 나다 (2022)
- 2023 경기인디뮤직페스티벌 (2023)